# Palettás doktorhal
A palettás doktorhal (Paracanthurus hepatus) a sugarasúszójú halak (Actinopterygii) osztályának sügéralakúak (Perciformes) rendjébe, ezen belül a doktorhalfélék (Acanthuridae) családjába tartozó faj.
Nemének egyetlen faja.

## Előfordulása
A palettás doktorhal előfordulási területe az Indiai-óceán és a Csendes-óceán; Kelet-Afrikától Japánig, Új-Kaledóniáig és a Nagy-korallzátonyig. Habár nagy kiterjedésű az élőhelye, sehol sem gyakori.

## Megjelenése
Ez a halfaj legfeljebb 31 centiméter hosszú. Élénk kék színű; sárga és fekete sávokkal. A hátán 9, a hasán 3 tüske van.

## Életmódja
A palettás doktorhal trópusi, tengeri, korallzátonyokon élő halfaj, amely a 24-26 Celsius-fokos vizet kedveli. 2-40 méter mélyre úszik le. Az ivadék és a fiatalok csoportokban élnek, a Pocillopora grandis nevű korall közelében; amikor veszély közeledik, a halak ennek a virágállatnak az ágai közé bújnak el. Tápláléka zooplankton és néha algák.

## Felhasználása
Ezt a halfajt szívesen tartják akváriumokban.
Mérgező halfaj!

## Filmekben

Palettás doktorhal a bristoli állatkertben

A „Némó nyomában” (Finding Nemo) című 2003-as amerikai számítógép-animációs filmben az egyik főszereplő, Szenilla egy palettás doktorhal. Azóta készült külön filmje is 2016-ban.